# Bunium verruculosum
Bunium verruculosum là một loài thực vật có hoa trong họ Hoa tán. Loài này được C.C.Towns. mô tả khoa học đầu tiên năm 1968.